# Poggioreale
Poggioreale (sicilià Poggiuriali) és un municipi italià, dins de la província de Trapani. L'any 2007 tenia 1.645 habitants. Limita amb els municipis de Contessa Entellina (PA), Gibellina, Salaparuta i Santa Margherita di Belice (AG).

## Administració
| Període | Identitat          | Partit        |
| ------- | ------------------ | ------------- |
| 2008-   | Leonardo Salvaggio | Llista cívica |